# Hästsjöstjärna
Hästsjöstjärna (Hippasteria phrygiana) är en sjöstjärna i familjen ledsjöstjärnor. Den blir upp till 20 centimeter i diameter och har fem korta armar. Kroppen är rödaktig på ovansidan och gulaktig till vitaktig på undersidan. Längs armarnas sidor finns trubbiga tagglika utskott. Även ovansidan av kroppen har små ljusare taggar, ganska glest sittande men kraftiga, närmast liknande vårtor eller knoppar. Kroppen är välvd mot mitten, vilket ger sjöstjärnan ett något uppsvullet utseende.

## Utbredning
Hästsjöstjärnan förekommer i nordöstra Atlanten, utanför norra Irland och Skottland, längs Norges kust och omkring Svalbard. Den har påvisats i Kattegatt, Skagerrak och Nordsjön. Arten förekommer också längs Nordamerikas atlantkust, så långt söderut som till Cape Cod. Dessutom har den återfunnits utanför Sydafrika och Argentina.

## Levnadssätt
Hästsjöstjärnan lever på bottnar mellan 20 och nära 400 meters djup, där det råder hög salthalt. Arten kan förekomma både på hårda och mjuka bottnar. Dess föda är bland annat koralldjur, andra tagghudingar och musslor. På grund av dess stora ägg antas att larverna är direktutvecklande, utan något pelagiskt stadium.